# Љубомир Момчиловић
Љубомир Љуба Момчиловић (Рума, 1920 — 1982) био је учесник Народноослободилачке борбе и друштвено-политички радник НР Србије.

## Биографија
Рођен је у Руми 1920. године. Као ученик гимназије прикључио се омладинском револуционарном покрету и постао члан Савеза комунистичке омладине Југославије (СКОЈ). До 1941. завршио је два разреда Више економске школе у Београду.
Учесник је Народноослободилачког рата и члан Комунистичке партије Југославије од 1941. године. На почетку рата био је секретар Среског комитета КПЈ за Руму, а потом је отишао у партизане. У јесен 1942. са Сремским партизанским одредом, прешао је у источну Босну, где је у пролеће 1943. постао борац Прве војвођанске ударне бригаде. Од јуна 1943. до јула 1944. био је заменик политичког комесара Прве војвођанске бригаде. Када је септембра 1943. у оквиру 16. војвођанске дивизије формиран Дивизијски комитет КПЈ био је његов секретар.
Од јула до септембра 1944. био је политички комесар 36. војвођанске дивизије, а од септембра 1944. политички комесар Главног штаба НОВ и ПО Војводине. Потом је био политички комесар 42. ваздухопловне јуришне дивизије, а од марта 1945. политички комесар Оперативног штаба Групе ваздухопловних дивизија. Демобилисан је из Југословенске армије (ЈА) 1945. и преведен у резерву у чину потпуковника.
Новембра 1945. изабран је за народног посланика Већа народа Народне скупштине ФНРЈ, а новембра 1946. за посланика Народне скупштине НР Србије. Током 1945. и 1946. био је члан Покрајинског комитета КП Србије за Војводину и кандидат за члана Централног комитета КП Србије. Током 1947. и 1948. био је начелник Одељења у Савезу земљорадничких задруга Србије, а потом помоћник председника Планске комисије HP Србије.
Године 1950. солидарисао се са Резолуцијом Информбироа, након чега је лишен чина потпуковника ЈА и искључен из КПЈ. Био је затворен у затвору на Голом отоку.